# Estação Petrogradskaia
Petrogradskaia (em russo:  Петроградская) é uma das estações da linha Moskovsko-Petrogradskaia (Linha 2) do metro de São Petersburgo, na Rússia. Estação «Petrogradskaia» está localizada entre as estações «Tchiornaia Retchka» (ao norte) e «Gorkovskaia» (ao sul).